# Niemetal
Niemetal település Németországban, azon belül Alsó-Szászország tartományban. Lakosainak száma 1454 fő (2023. december 31.).

## Népesség
A település népességének változása:
| Lakosok száma | 1495 | 1512 | 1493 | 1502 | 1482 | 1482 | 1454 |
|               | 2014 | 2016 | 2017 | 2019 | 2021 | 2022 | 2023 |